# Mārtiņš Meiers
Mārtiņš Meiers (Jūrmala, 30 marzo 1991) è un cestista lettone.
Alto 208 cm, gioca come centro.

## Palmarès
- Campionato lettone: 1

VEF Riga: 2016-2017
- Campionato polacco: 1

Śląsk Breslavia: 2021-2022
- Campionato estone: 2

Kalev/Cramo: 2022-2023, 2024-2025
- Coppa di Estonia di pallacanestro maschile: 1

Kalev/Cramo: 2025
- Lega Baltica: 1

Ventspils: 2012-2013
- Coppa del Montenegro: 1

Budućnost: 2020